# Ejecció

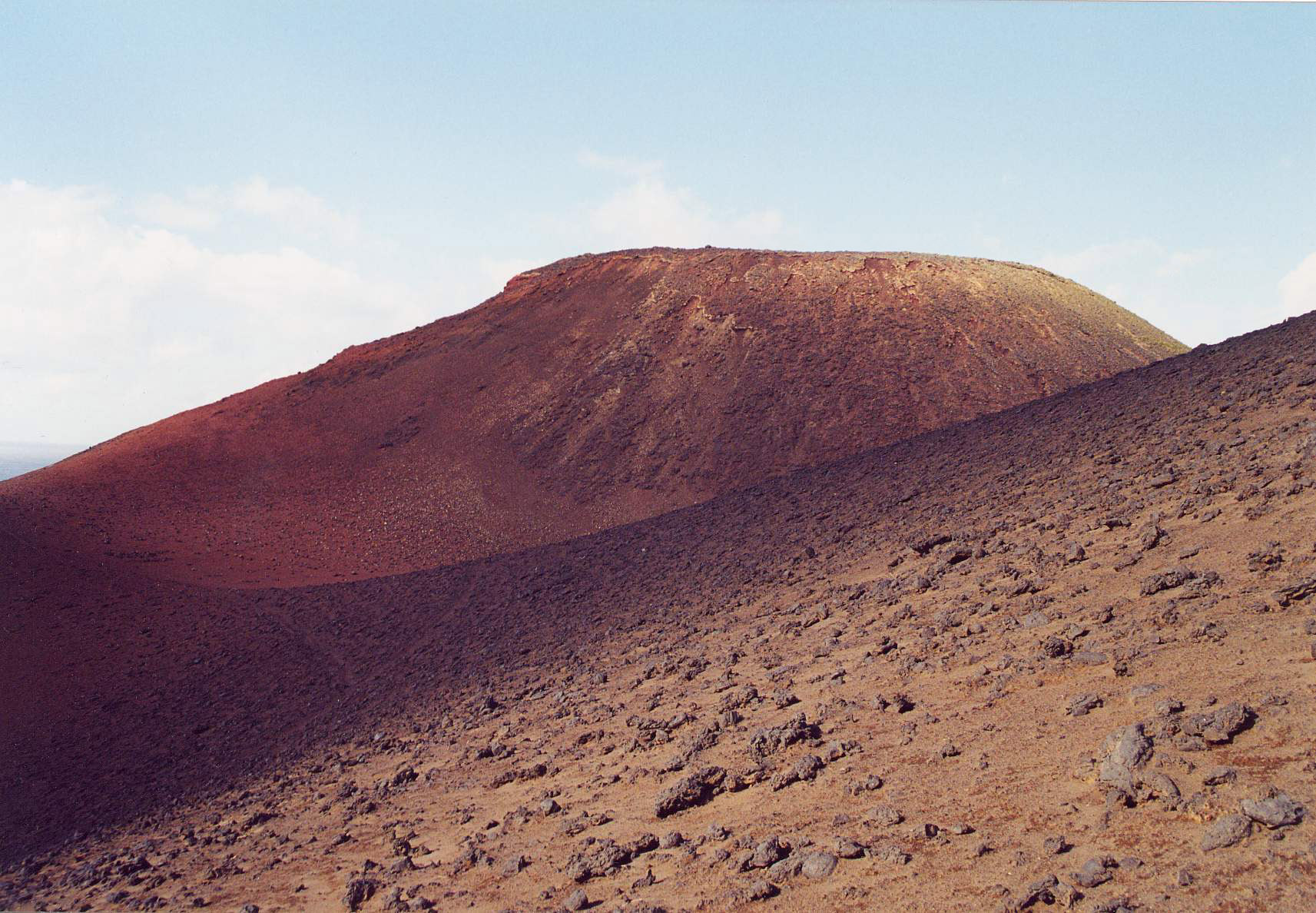
Ejeccions: cendres, lapil·li i bombes al volcà de Capelinhos, Faial, Açores.

Les ejeccions, tefres o piroclasts (del grec πυρóκλαστος format de pyro — foc i klastos — fragment) són els fragments de roca sòlida expulsats a l'aire durant l'erupció d'un volcà. Els piroclasts són fragments de roca magmàtica solidificada en un moment de l'erupció, on més freqüentment durant el seu recorregut aeri, o arrencades a l'estat sòlid per l'erosió de les estructures geològiques existent al llarg de conductes eruptius. El terme tefra (del grec τέφρα — cendres) s'ha utilitzat com a sinònim, encara que generalment s'ha utilitzat només per a les cendres.

## Característiques

### Piroclast en general
El piroclast és una designació purament genèrica, en el sentit que es basa únicament en la forma en què el material es va produir en aquest cas per ejecció en l'aire de productes volcànics sòlids, sense tenir en compte la composició química, les característiques físiques ni les dimensions dels productes. Així, el terme piroclast, quan s'utilitza en un sentit ampli, tendeix a ser utilitzat genèricament per referir-se a qualsevol tipus de material fragmentari produït per un volcà, sent completat per una subclassificació, generalment establerta segons la grandària dels fragments. Estrictament parlant, el terme tendeix a ser utilitzat només per als objectes més grans, amb exclusió de cendra, per a això de vegades es prefereix el terme de tefra.
Donat la gran diversitat de mida de partícules ejectades dels volcans, la mida piroclàstica que va des de µm (micrometre, milionèsima part d'un metre) a diversos metres, és comú l'ús de la següent classificació:
- tefres:
  - tuf volcànic: material més fi com les cendres i de consistència tova. Pot ser autògena (que prové del magma) o al·logènic (que prové de les roques fragmentades que constitueixen els sostres de les cambres magmàtiques i les parets de la xemeneia del volcà) ;
  - cendra volcànica: material d'aparença sorrenca constituïda per partícules de menys de 2 mm de dimensió màxima resultants de la polvorització de roques preexistents o de l'ejecció de magma finament fragmentat o polvoritzat;
- piroclasts pròpiament dits:
  - lapil·li: (del plural italià de lapillo, grava), fragments que tenen una grandària màxima d'entre 2 mm i 64 mm, generalment arribats a la superfície ja consolidats (formant fragments angulars en forma de cristalls ben formats), o com a resultat de la consolidació a la superfície de lava polvoritzada (formant d'aquesta manera fragments arrodonits). Quan els fragments de pumicites o altres materials de baixa densitat;
  - bombes volcàniques: fragments de grandària superior a 64 mm actiu fins a 1 m de grandària màxima, d'origen làvic, són fragments de lava que se solidifiquen durant la seva trajectòria aèria, el que dona la seva forma característica i la seva consistència vidriosa;
  - clasts o més comunament blocs: fragments de mida de roca més gran que 64 mm, es mostra en la seva forma sòlida, la configuració final resultats fragmentació aèria o de la col·lisió d'un punt caiguda. Els blocs poden tenir un volum superior al metre cúbic. o la caiguda de punt de col·lisió

Les partícules piroclàstiques més petites, les cendres més fines, poden pujar en un moviment de convecció dels gasos i l'aire calent que formen el plomall volcànic, que pot arribar fins a l'estratosfera, i des d'allà transportar-se en el flux atmosfèric en distàncies de fins a milions de quilòmetres. Les cendres ejectades a l'estratosfera per l'explosió del volcà Krakatoa l'any 1883 va fer la volta de la Terra diverses vegades, produint una alteració dels colors de la posta i de la sortida del sol visibles a Europa.
Les més grans piroclàstiques s'acumulen per gravetat a la zona que envolta el cràter i construeixen el con volcànic, que s'intercala, segons el tipus d'erupció, amb fluxos de lava. Quan l'erupció emet alternativament lava
i de la mateixa piroclàstica forma cons laminats, alternant capes de material piroclàstic, generalment extret, amb la roca consolidada de lava.
Es designa per roques piroclàstiques aquelles que es formen per agregació de piroclast, ja sigui per consolidació per processos de litificació sota l'efecte d'aigua i la pressió (com és el cas de les palagonites i els tufs volcànics) o per soldadura entre grans en estat semifós (com són les ignimbrites).
Les roques piroclàstiques són classificades com a roques magmàtiques, d'acord amb la seva composició, encara que en la forma de deposició, formant estrats, que són molt similars a les roques sedimentàries.

### Ejeccions
La designació ejecció s'aplica a vegades als fragments de roca que han estat arrencades de les formacions geològiques preexistents i projectades en el moment de l'erupció.
Entre les piroclàstiques de vegades apareixen clasts esquinçats en les capes més profundes de l'escorça terrestre i el mateix mantell terrestre, formant el que s'anomena xenòlits. Encara que no siguin comuns, és possible que apareixen, quan el volcà es desenvolupa sobre materials sedimentaris, entre els clasts rocosos no magmàtics provinent de l'erosió de les escorces rocoses travessades (on aleshores rep la designació d'ejectes).

#### Altres usos del terme
El terme ejecció també s'utilitza per referir-se a l'àrea projectada d'un anell al voltant d'un cràter després de la col·lisió d'un meteorit a la superfície d'un cos celeste (planeta, satèl·lit natural…).